# Lastreopsis microlepioides
Lastreopsis microlepioides là một loài thực vật có mạch trong họ Dryopteridaceae. Loài này được (Ching) W.M. Chu & Z.R. He mô tả khoa học đầu tiên năm 2000.